# Stevenson
Stevenson je priimek več znanih oseb:
- Adlai Ewing Stevenson (1835—1914), ameriški politik, podpredsednik
- Adlai Ewing Stevenson III. (*1930), ameriški politik, senator
- Alexandra Stevenson (*1980), ameriška teniška igralka
- Burton Egbert Stevenson (1872—1962), ameriški pisatelj
- Chuck Stevenson (1919—1995), ameriški dirkač Formule 1
- Juliet Stevenson (*1956), angleška igralka
- Robert Louis Stevenson (1850—1894), škotski pesnik